# Ъпхоланд
Ъпхо̀ланд (на английски: Upholland, [ʌpˈholænd]) е град в Югоизточна Англия, графство Ланкашър. Днешното си име получава през 16 век. Намира се непосредствено до западната част на град Уигън. На около 15 km на югозапад от Ъпхоланд е град Ливърпул. Население 7180 жители по данни от преброяването през 2001 г.

## Личности
Родени
- Катрин Аштън (р. 1956), английска и европейска политичка